# Benedyktyn (likier)

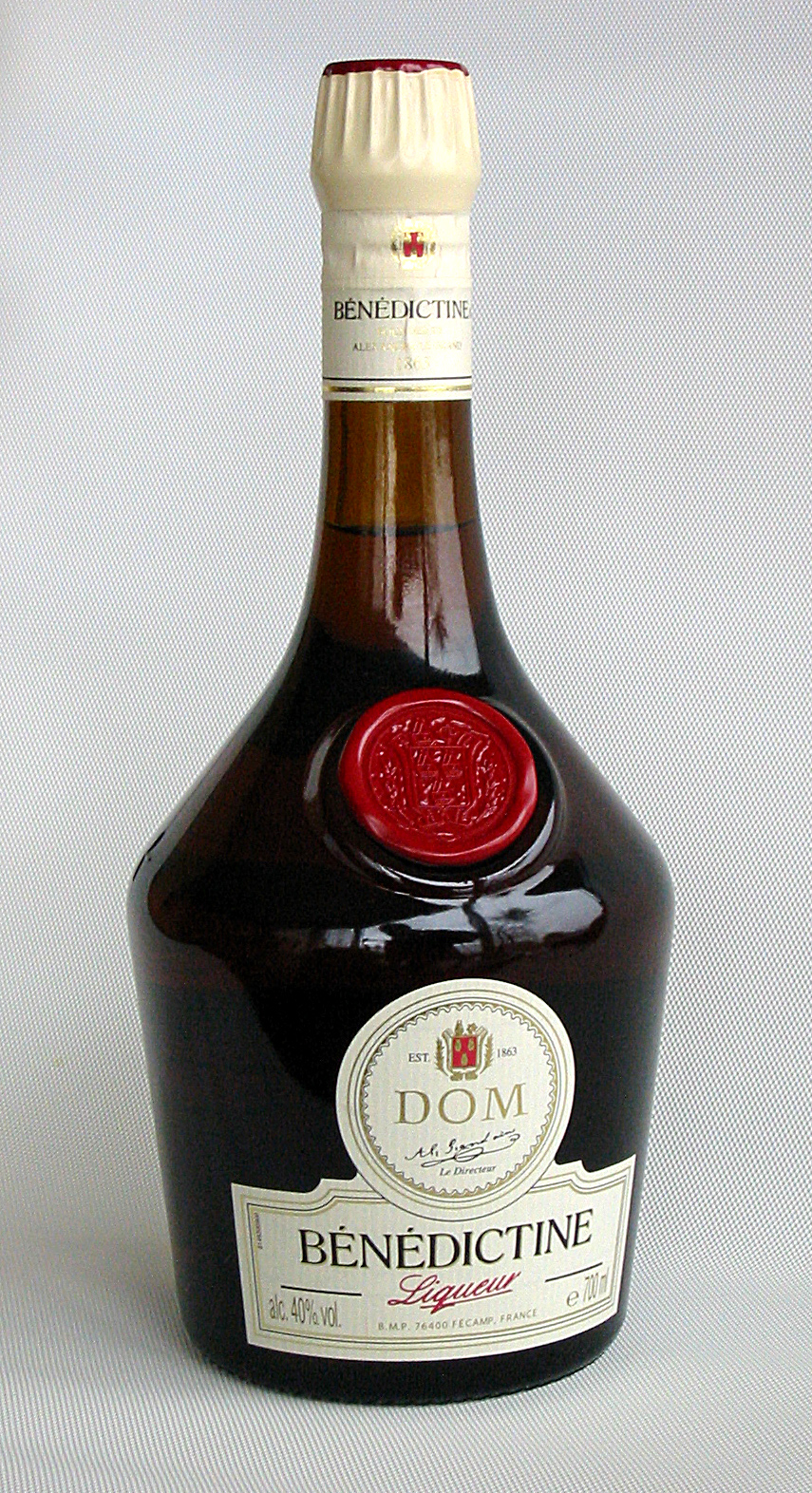
Butelka benedyktynki

Benedyktyn lub benedyktynka – likier złożony z ponad 40 rozmaitych ziół i korzeni, sporządzany od początku XVI w. do czasów rewolucji francuskiej przez benedyktynów z klasztoru Fécamp we Francji. Pierwotna receptura Benedictine D. O. (popularnie zwanej benedyktynką) opracowana została w 1510 r. przez włoskiego mnicha przebywającego w klasztorze Benedyktynów w Normandii. Początkowo trunek miał być lekiem na malarię.
Od XIX w. likier produkuje się ze spirytusu, miodu, karmelu, syropu cukrowego oraz wyciągów, destylatów i nalewów na ziołach, takich jak kolendra, hyzop lekarski, anżelika, gałka muszkatołowa, goździki, herbata i melisa.
Benedyktynkę podaje się w kieliszkach koniakowych, najczęściej bez żadnych dodatków. Likier ma bursztynową barwę oraz słodki, miodowy posmak. Zalicza się go do najlepszych na świecie likierów.